# John Goschen (3e vicomte Goschen)
John Alexander Goschen, 3e vicomte Goschen (7 juillet 1906 - 22 mars 1977), est un homme politique conservateur britannique. 

## Biographie
Il est le deuxième fils de William Henry Goschen, deuxième fils de George Goschen (1er vicomte Goschen). Il fait ses études au Collège d'Eton et à Sandhurst. Il est colonel des Grenadier Guards et sert dans la mission militaire britannique en Grèce de 1945 à 1947. Il est nommé Officier de l'Ordre de l'Empire britannique pour son service militaire en 1944. Il succède à son oncle comme vicomte en 1952 et prend place sur les bancs conservateurs de la Chambre des lords. Il sert sous Harold Macmillan, Alec Douglas-Home et Edward Heath en tant que capitaine des Yeomen of the Guard (whip en chef adjoint à la Chambre des Lords) de 1962 à 1964 et de 1970 à 1971. En 1972, il est nommé Chevalier Commandeur de l'Ordre de l'Empire britannique pour son service politique et public. 
Lord Goschen épouse en premières noces Hilda Violet Ursula Jervis, fille du colonel St Leger Henry Jervis et petite-fille du troisième Vicomte St. Vincent, en 1934. Ils divorcent en 1943. Il épouse ensuite Alvin England, fille de H.England, en 1955. Ils ont un fils et une fille. Lord Goschen est décédé en mars 1977, à l'âge de 70 ans, et est remplacé par son fils unique Giles. 